# Saverio Ungheri
Saverio Ungheri (Rizziconi, 26 febbraio 1926 – Roma, 14 maggio 2013) è stato uno scultore italiano.

## Biografia
Si formò a Cittanova e poi a Roma, dove per due anni frequentò anche il corso di scenografia all'Accademia di belle arti. Sempre a Roma lavorò come disegnatore tecnico e come insegnante d'arte in diverse scuole, coltivando nel frattempo la carriera scultorea.

## Attività artistica
Il 14 settembre 1959, sull'onda dell'interesse destato dal successo della missione Luna 2, fu fondatore, insieme a Sante Monachesi, David Grazioso ed altri 2, dell'«Astralismo», movimento artistico teorizzato attraverso tre manifesti che tuttavia, a causa dell'eterogeneità dei componenti, non riuscirono a dare al gruppo una dimensione apprezzabile in prospettiva storica e un indirizzo artistico che andasse oltre vaghi ricordi futuristi e spazialisti; il nucleo centrale di idee fu comunque base per la futura nascita di «Agrà», manifesto artistico elaborato dallo stesso Monachesi nel 1964.
Nel contesto dei movimenti Neo-Dada si diede alla sperimentazione di «macchine plastiche che sfruttano certe soluzioni dell'arte cinetica», che egli stesso definiva «pulsanti».
In proposito, è diventato piuttosto celebre il suo studio romano, denominato «Polmone pulsante»: numerose sculture, raffiguranti oggetti di ogni tipo, si azionano ed entrano in movimento, alcune automaticamente, altre a comando, emettendo anche luci e suoni, a suggerire una visione fluida e dinamica della realtà, anche se apparentemente inanimata. Lo studio-museo venne allestito in via Nomentana nel 1976, ma venne successivamente trasferito nelle antiche fondamenta di un palazzo settecentesco, dove sono ancora visibili tracce degli affreschi medievali della chiesa di San Salvatore delle Milizie, demolita nel XVI secolo. Proprio in questa sede si tenne nel 1991 un'esposizione retrospettiva che ripercorse, poco dopo il trentennale, la nascita e gli sviluppi dell'Astralismo.
Fu inoltre autore nel 1978 del portale in bronzo del Santuario di San Cataldo a Supino.
Partecipò alla VIII Quadriennale di Roma (1959/60).